# كاساي الشرقية
كاساى الشرقية هي واحدة من مقاطعات جمهورية الكونغو الديمقراطية السابقة بين عامي 1966 حتى 2015، بحيث جرى تقسيمها إلى ثلاثة محافظات الجديدة هي مقاطعة كاساي الشرقية كيان أصغر ولومامي وسانكورو.
تحدها مقاطعة كاساي الغربية من الغرب، ومقاطعة إكواتور من الشمال الغربي، ومانييما من الشرق، وكاتانغا في الجنوب، تعتبر كاساي الشرقية واحدة من أغني المناطق في العالم في إنتاج ألماس، عاصمة المحافظة هي مدينة مبوجيمايي.
- تبلغ مساحتها 173,110كم2.

محافظة كاساي الشرقية

- بلغ عدد سكانها في عام 2010 "6,556,917" مليون نسمة.

## التاريخ
كاساي الشرقية يسكنها أفراد من قبيلة لوبا.
الكونغو الديمقراطية حصلت على استقلالها من بلجيكا في عام 1960، كان الاحتكاك الكونغو مع المجموعات العرقية هناك وتشجيع الشركات البلجيكية أملا في البقاء على امتيازات التعدين الأخرى أدت إلى الانفصال أجزاء من مقاطعة حيث أصبحت دولة مستقلة عرفت بـ جنوب كاساي (1962-1960) رأسّها ألبرت كالونجي.
ومع ذلك احتلت الكونغو هذه دولة في سبتمبر 1961، عدة آلاف من الأشخاص قتلوا خلال «تهدئة جنوب كاساي» التي استمرت حتى ربيع عام 1962.
سكان مدينة مبوجيمايي نما بسرعة مع هجرة «قبيلة لوبا» من أجزاء أخرى من البلاد

## اللغات
الفرنسية هي اللغة الرسمية. تشيلوبا واحدة من أربع لغات وطنية من «جمهورية الكونغو الديمقراطية». تشيلوبا يتكلمها حوالي 6.3 مليون شخص في منطقة كاساي.